# 金紋ソース本舗
株式会社金紋ソース本舗（きんもんソースほんぽ）は、 大阪府大阪市旭区に本社・工場を置く日本の調味料メーカーである。1933年（昭和8年）創業。

## 概要
「一日、一釜炊き」に拘り、お好み焼きやたこ焼き、焼きそば、串カツなどで使用する業務用・家庭用のソースを製造・販売している。大阪府内のスーパーマーケット、酒屋、百貨店にて販売されている。
工場は大阪市旭区と守口市の境目に跨っている。

## 沿革
- 1933年（昭和8年） - 創業者・村田村四郎が「五百番ソース」の名で製造開始
- 1937年（昭和12年） - 登録商品名・金紋食品工業所で製造・販売
- 1946年（昭和21年） - 工場を大阪市都島区から同市旭区に移転
- 1996年（平成8年） - 宮内庁に献上
- 1999年（平成11年） - 株式会社金紋ソース本舗に社名変更
- 2007年（平成19年） - 大阪市旭区「旭区ブランド」に認定

## 主な商品
- 金紋ウスターソース
- 金紋とんかつソース
- 金紋お好みソース
- 金紋焼きそばソース
- 金紋たこ焼きソース
- 金紋串勝ソース
- 金紋辛口ソース